# Madonna della Lettera

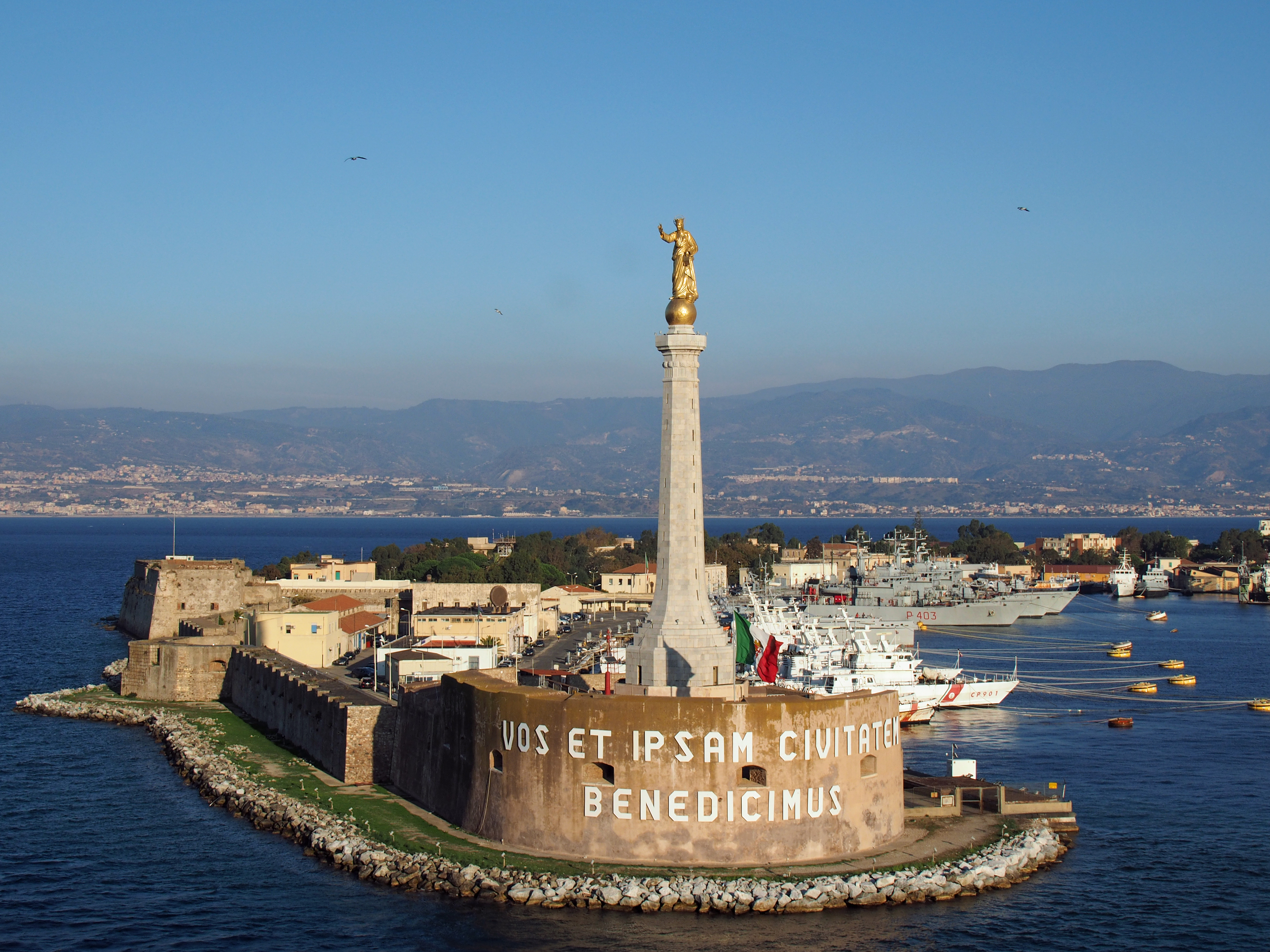
Hafeneinfahrt von Messina mit der Mariensäule von 1934 und dem Zitat aus Marias Brief

Unter dem Titel Madonna della Lettera („Gottesmutter des Briefes“) wird die Gottesmutter Maria in Messina als Stadtpatronin verehrt. Auch in Palmi und einigen anderen Orten Italiens wird dieser Kult gepflegt.

## Legende

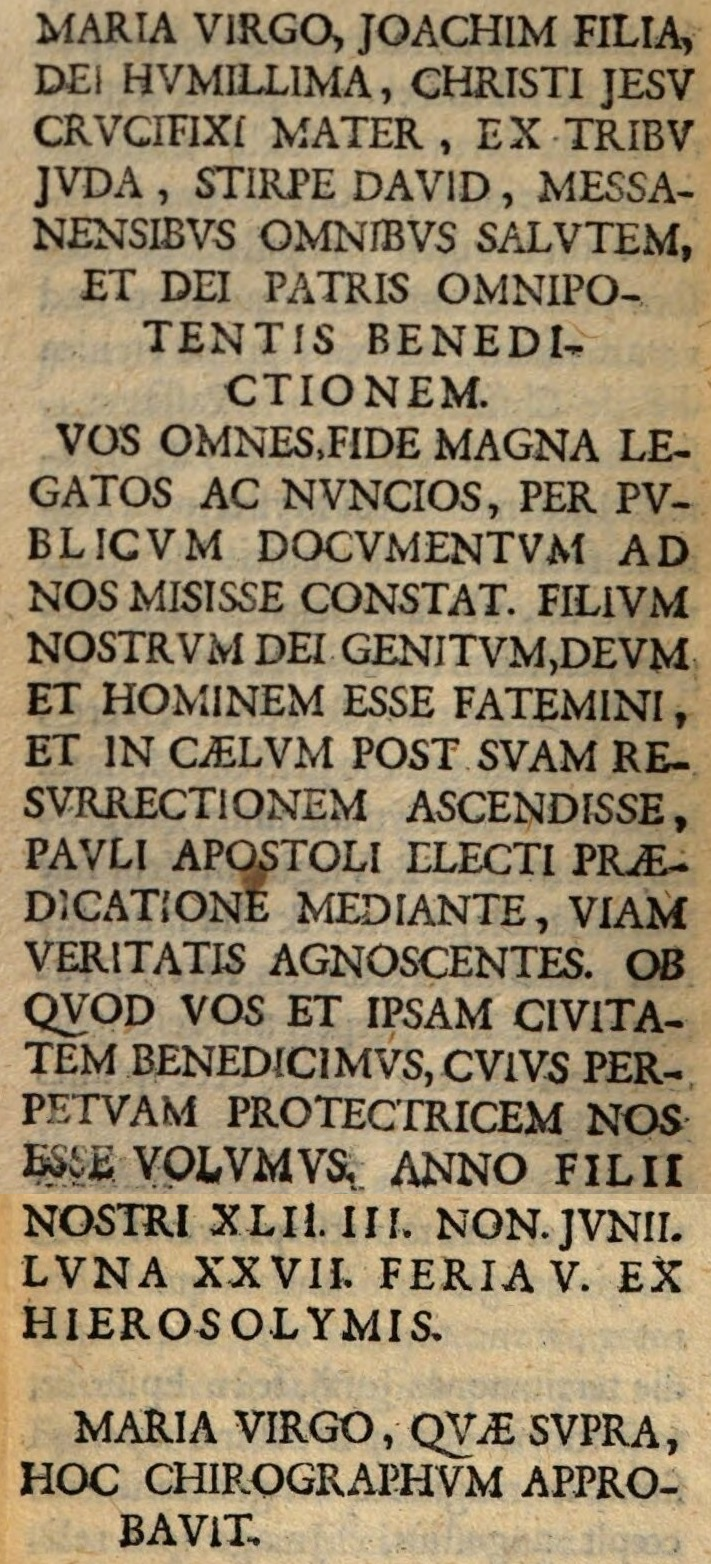
Der Brief Marias in der überlieferten lateinischen Version (Wilhelm Gumppenberg 1657)

Die mittelalterliche Ortslegende erzählt: Der Apostel Paulus kam auf seinen Missionsreisen auch nach Messina. Dort fand seine Verkündigung bereitwillige Aufnahme. Als er sich zur Rückkehr nach Palästina anschickte, schlossen sich ihm Abgesandte der Stadt an, um in Jerusalem den Segen der dort noch lebenden Mutter Jesu zu erbitten. Paulus führte sie zu ihr, und Maria schrieb eigenhändig auf Hebräisch einen Brief mit Datum vom 3. Juni 42 an die Einwohner Messinas, in dem sie sie segnete und sich zu ihrer Schutzpatronin erklärte. Sie umwickelte und verschloss die Briefrolle mit eigenen Haaren. Mit dieser Kostbarkeit trafen die Abgesandten am 8. September 42 (Mariä Geburt) wieder in Messina ein.
Die Haare der Madonna werden in Messina als Reliquie verehrt, vom Brief existiert jedoch nur eine angebliche lateinische Übersetzung. Demnach schrieb Maria:
„Maria die Jungfrau, Tochter Joachims, Gottes Allergeringste, Mutter Jesu Christi des Gekreuzigten, aus dem Stamm Juda, aus dem Wurzelstock Davids, entbietet allen Einwohnern von Messina Heil und den Segen Gottes, des allmächtigen Vaters.
Durch öffentliches Dokument steht fest, dass ihr alle mit großem Vertrauen Abgesandte und Boten zu uns geschickt habt. Ihr bekennt, dass unser Sohn, Gottes Einziggeborener, Gott und Mensch ist und dass er nach seiner Auferstehung in den Himmel aufgestiegen ist. So nehmt ihr den Weg der Wahrheit an, vermittelt durch die Predigt des erwählten Apostels Paulus. Deshalb segnen wir euch und diese Stadt [VOS ET IPSAM CIVITATEM BENEDICIMUS], deren beständige Schützerin wir sein wollen.
Im Jahr 42 unseres Sohnes, am 3. Tag der Nonen des Juni, im 27. Mond, am 5. Wochentag, aus Jerusalem.
Die obengenannte Jungfrau Maria hat dieses Handschreiben bestätigt.“

## Brauchtum

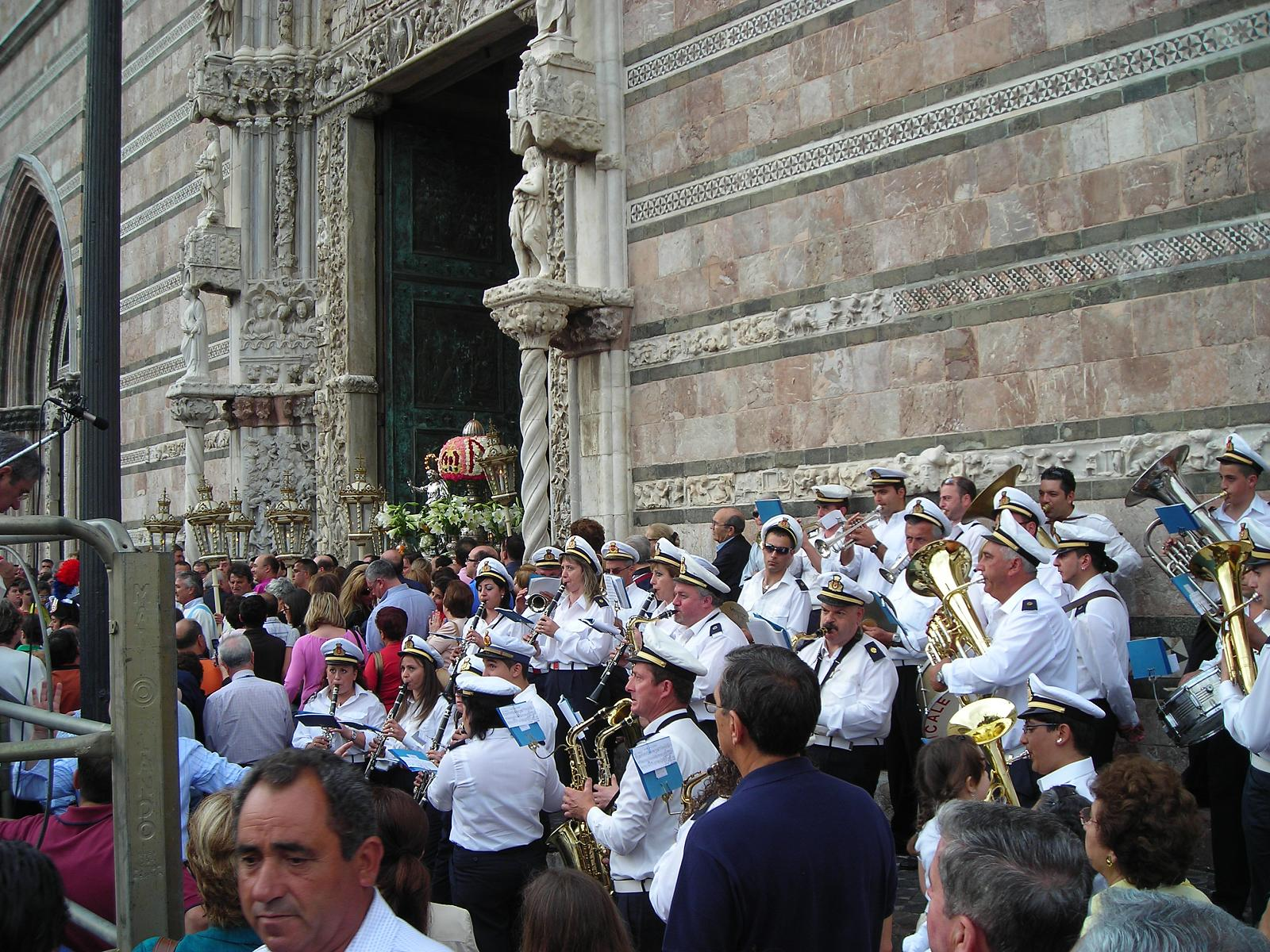
Die Prozession mit dem Marienreliquiar und der Silberstatue von Lio Gangeri (1902) verlässt die Kathedrale von Messina (3. Juni 2008)

Das Fest der Madonna della Lettera wird in Messina alljährlich am 3. Juni mit Festgottesdiensten und Prozession gefeiert.
Die ursprünglich byzantinische Ikone, das Gnadenbild der Kathedrale, wird Madonna della Lettera genannt, obwohl sie keinen ikonografischen Zusammenhang mit der Legende hat. Sie wurde in der frühen Neuzeit häufig kopiert. Beim Bombardement Messinas am 13. Juni 1943 zerstört, wurde sie durch eine Nachschöpfung von Adolfo Romano ersetzt. Sie ist gewöhnlich mit einer silbernen Hülle bedeckt, die nur die Gesichter frei lässt. Am Fest des 3. Juni tritt an deren Stelle eine goldene Hülle, geschaffen von Innocenzo Mangani im 17. Jahrhundert.
Letterio (Lillo) und Letteria (Lilla) sind in Messina beliebte Vornamen.